# جنی بیندون
جنی بیندون (انگلیسی: Jenny Bindon؛ زادهٔ ۲۵ فوریهٔ ۱۹۷۳) بازیکن فوتبال اهل ایالات متحده آمریکا است.

وی همچنین در تیم ملی فوتبال زنان نیوزیلند بازی کرده‌است.